# Bassiana
A Bassiana  a hüllők (Reptilia) osztályába a  pikkelyes hüllők (Squamata) rendjébe a gyíkok (Sauria)  alrendjébe és a  vakondgyíkfélék (Scincidae) családjába  tartozó nem.

## Rendszerezés
A nembe az alábbi 3 faj tartozik.
- Bassiana duperreyi
- Bassiana platynota
- Bassiana trilineata